# Blažo Janković
Blažo Janković, črnogorski general, * 7. marec 1910, † 4. februar 1996.

## Življenjepis
Leta 1935 je postal član KPJ in leta 1941 je sodeloval pri organiziranju NOVJ. Med vojno je bil poveljnik več enot.
Po vojni je končal VVA JLA in bil med drugim načelnik Vojaškozgodovinskega inštituta JLA.